# Organización Pasokmomogun Kadazandusun Murut Unida
La Organización Pasokmomogun Kadazandusun Murut Unida (en malayo: Pertubuhan Pasokmomogun Kadazandusun Murut Bersatu o UPKO por sus siglas en inglés) es un partido político estatal de Malasia funcional en Sabah. Se trata de una organización con base étnica en las etnias Kadazan-Dusun y Murut, cuyo objetivo es representar a dicho grupo y defender sus derechos. Formó parte de la coalición Barisan Nasional desde 1994 hasta 2018, cuando abandonó el frente para entregar su confianza al gobierno de la coalición Pakatan Harapan y ayudar a formar el gobierno del Partido del Patrimonio de Sabah (WARISAN) en dicho estado.

## Historia
El partido comenzó como "Parti Demokrat Sabah" (PDS), que fue fundado por Bernard Dompok y otros líderes que se separaron del Partido Unido de Sabah (PBS) poco después de las elecciones estatales de 1994 para unirse a la coalición Barisan Nasional (Frente Nacional). El PBS había ganado una mayoría en la Asamblea Legislativa Estatal de Sabah, pero varias deserciones permitieron que el Barisan Nasional formara gobierno. Parte de la tentación ofrecida por Barisan Nasional a los desertores fue la promesa de un ministerio jefe rotativo, de la que Dompok formó parte desde 1998 hasta 1999. Su imagen estaba dañada por la discreción del PBS, y por lo tanto la nueva formación no logró escaños en las elecciones federales de 1995, a pesar de que fueron una de las más aplastantes victorias del oficialismo.
El partido fue renombrado como UPKO en 1999, tomando el mismo acrónimo de Organización Pasokmomogun Kadazan Unida, que se formó y se disolvió en la década de 1960. El partido ganó tres escaños federales en las elecciones de 1999 y cuatro en las elecciones de 2004 y 2008.
En 2009, el partido abrió cuatro divisiones en Perak, Malasia Peninsular, buscando un punto de apoyo entre los indígenas Orang Asli locales.
En las elecciones federales de 2013, Dompok perdió su escaño ante el Partido de la Justicia Popular (PKR), y renunció como presidente de la UPKO luego de haber ocupado el cargo por veinte años. Finalmente, en las elecciones de 2018, la UPKO obtuvo solo un escaño en el Dewan Rakyat y siete en la Asamblea Legislativa Estatal de Malasia. Ante este mal desempeño, abandonó el Barisan Nasional y declaró su intención de entregar su confianza parlamentaria al nuevo gobierno, dirigido por la coalición Pakatan Harapan.